# Trotonotus subapicalis
Trotonotus subapicalis är en fjärilsart som beskrevs av M.Gaede 1928. Trotonotus subapicalis ingår i släktet Trotonotus och familjen tandspinnare. Inga underarter finns listade i Catalogue of Life.